# Symphysodon

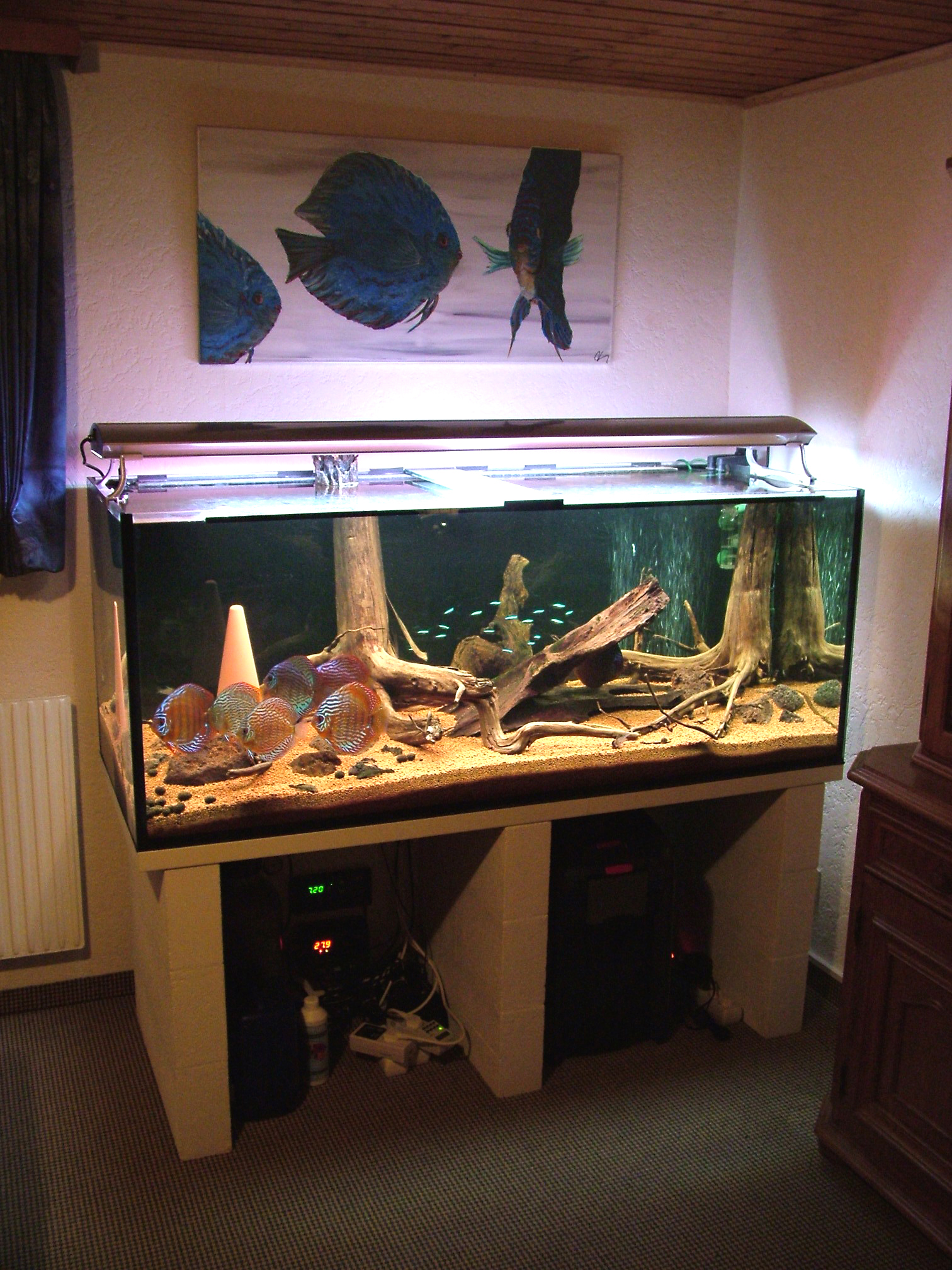
Un acquario di discus

Symphysodon Heckel, 1840 è un genere di pesci ossei d'acqua dolce appartenenti alla famiglia Cichlidae. Sono comunemente conosciuti come pesce disco o discus.

## Etimologia
Il nome scientifico deriva dal greco, infatti symphysis (sviluppato insieme) + oduos (denti) significa denti sviluppati insieme. Ciò deriva dalla particolare conformazione dentale di questi pesci.

## Distribuzione e habitat
Il genere è distribuito nel centro-ovest del bacino del Rio delle Amazzoni, in alcune zone anche introdotto (Rio Nanay, nel nord del Perù), ma S. discus è diffuso solo in Trombetas, Rio Negro e Abacaxis. Vivono in acque calme, tra rocce e radici, ricche di Cabomba, Eleocharis parvula e abitate anche da altre specie tra cui Corydoras, diversi caracidi e altri ciclidi (come Apistogramma, Mesonauta e Cichla).

## Descrizione
Appartenenti alla numerosa famiglia dei ciclidi, i pesci disco (o discus) presentano un corpo fortemente compresso ai fianchi. Di profilo hanno forma discoidale, da cui il nome. Le pinne anale e dorsale sono anch'esse arrotondate, ma piuttosto ampie. Le pinne ventrali sono lunghe e sottili. La pinna caudale è potente, a delta.

La livrea è estremamente variabile: sono tuttavia sempre presenti nove fasce verticali, più visibili in S. aequifasciatus e S. tarzoo, mentre S. discus ne mostra ben visibili 3.
Le dimensioni si attestano all'incirca sui 13 cm di lunghezza.

## Biologia

### Alimentazione
Sono onnivori.

### Riproduzione
Le uova vengono sorvegliate sia dal maschio che dalla femmina, per difenderle da eventuali predatori come Crenicichla regani. Dopo la schiusa gli avannotti vengono nutriti con il muco epiteliale secreto dai genitori per un tempo che varia da pochi giorni a, in cattività, 2 settimane.

## Tassonomia
Le specie riconosciute sono:
- Symphysodon aequifasciatus
- Symphysodon discus
- Symphysodon tarzoo

La prima specie a essere classificata fu Symphysodon discus, nel 1840, e da quel momento sono state scoperte numerose sottospecie, (Symphysodon aequifasciatus axelrodi, Symphysodon aequifasciatus haraldi, Symphysodon aequifasciatus aequifasciatus, e Symphysodon discus willischwartzi) non ritenute più valide.

## Acquariofilia
I pesci del genere Symphysodon sono tra i più diffusi in acquario pur non essendo facili da mantenere. Tra i Ciclidi solo le specie del genere Pterophyllum sono allevate così frequentemente. In questi anni di allevamento sono state selezionate molte varietà di diverse colorazioni, e gli esemplari con la colorazione originaria sono diventati piuttosto rari in commercio.